# Israëlslaan (Utrecht)
De Israëlslaan is een straat in de Nederlandse stad Utrecht, die loopt van de Rubenslaan tot de Tamboersdijk.
Zijstraten van de Israëlslaan zijn de Marislaan en de Breitnerlaan. De straat is vernoemd naar de schilder Jozef Israëls (1824-1911).
Aan de Israëlslaan zat vanaf 1973 de voormalige Opleidingsinstituut voor de verpleegkunde van het voormalige Academisch Ziekenhuis Utrecht (AZU) aan de Catharijnesingel 101 en het voormalige Wilhelmina Kinderziekenhuis (WKZ) aan de Nieuwegracht 137. Deze kwamen hier te zitten na fusie van het (S)AZU. Voordat men naar de Israëlslaan verhuisde werd er eerst lesgegeven op het oude AZU-terrein.
Daarna, na de fusie van (S)AZU en later het samengaan met het WKZ kreeg het de naam "Opleidingscentrum UMC Utrecht" en heeft het nog een tijd op de Israëlslaan gezeten alvorens te verhuizen naar De Uithof, waar het nu nog zit.

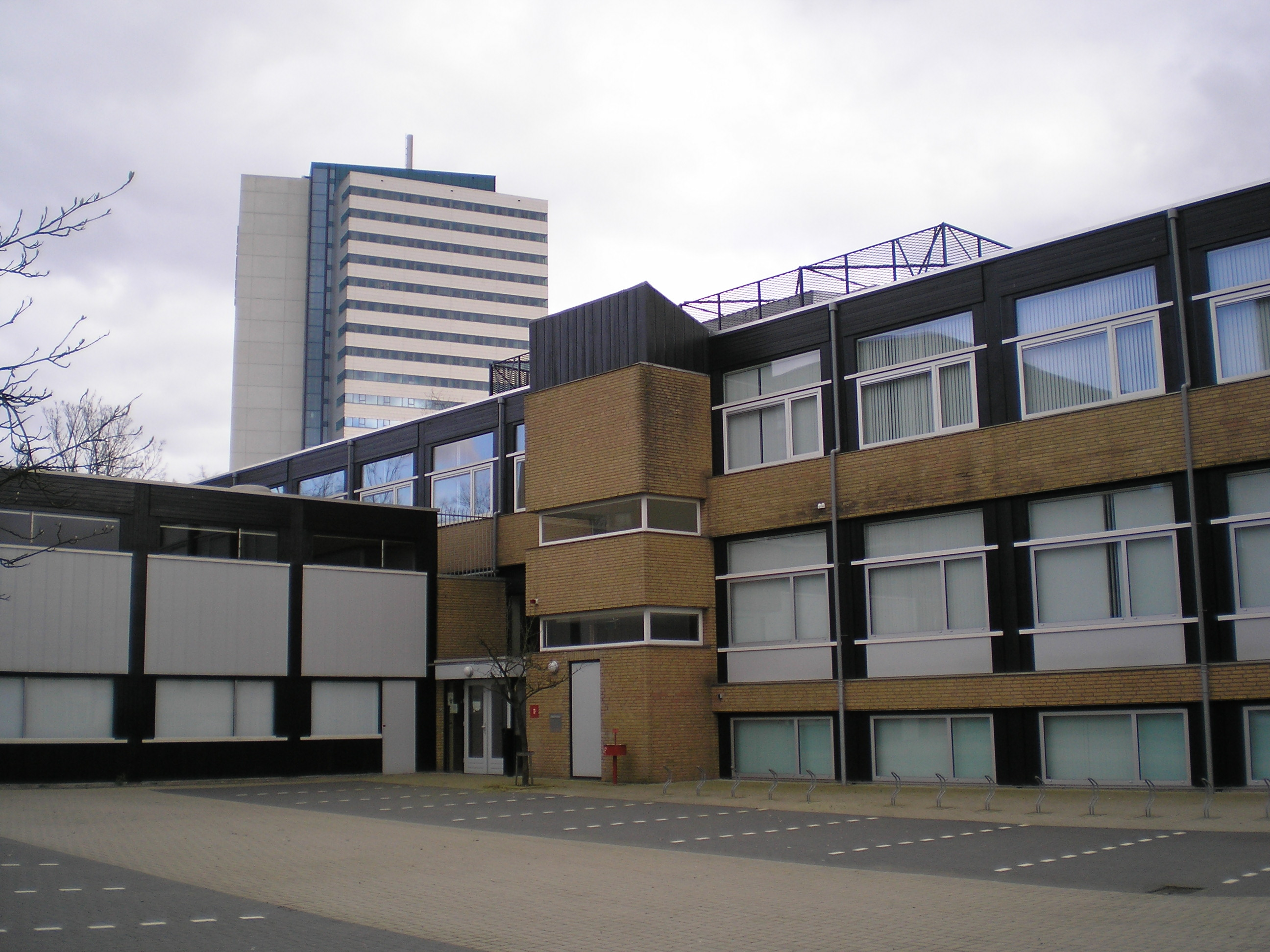
Voormalig Opleidingsinstituut van het AZU en het WKZ plus later het UMC aan de Israëlslaan 118 te Utrecht